# Věž
Věž är en ort i Tjeckien.   Den ligger i regionen Vysočina, i den centrala delen av landet, 90 km sydost om huvudstaden Prag. Věž ligger 544 meter över havet och antalet invånare är 792.
Terrängen runt Věž är lite kuperad. Runt Věž är det ganska tätbefolkat, med 207 invånare per kvadratkilometer. Närmaste större samhälle är Humpolec, 7,6 km väster om Věž. Trakten runt Věž består till största delen av jordbruksmark.